# Сан-Карлос (округ)
Округ Сан-Карлос (ісп. Distrito de San Carlos) — округ Західної провінції Панами. Адміністративний центр — місто Сан-Карлос.

## Географія
Загальна площа округу становить 337 км². Округ було створено у 1886 році.
На сході межує з округом Чаме, на півночі з округом Капіра, обидва належать до провінції Західна Панама. На заході з округом Антон провінції Кокле. З півдня омивається Тихим океаном.

## Населення
За даними перепису населення 2010 року населення склало 18,920.

## Економіка
Основним видом економічної діяльності у окрузі є рибальство, тваринництво, сільське господарство і туризм.

## Адміністративний поділ
Округ Сан-Карлос адміністративно поділений на 9 корреґментів:
1. Сан-Карлос
2. Ель-Еспіно
3. Ель-Іґо
4. Ґуяабіто
5. Ла-Ерміта
6. Ла-Лаґуна
7. Лас-Увас
8. Лос-Лланітос
9. Сан-Хосе

## Світлини

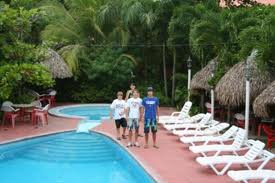
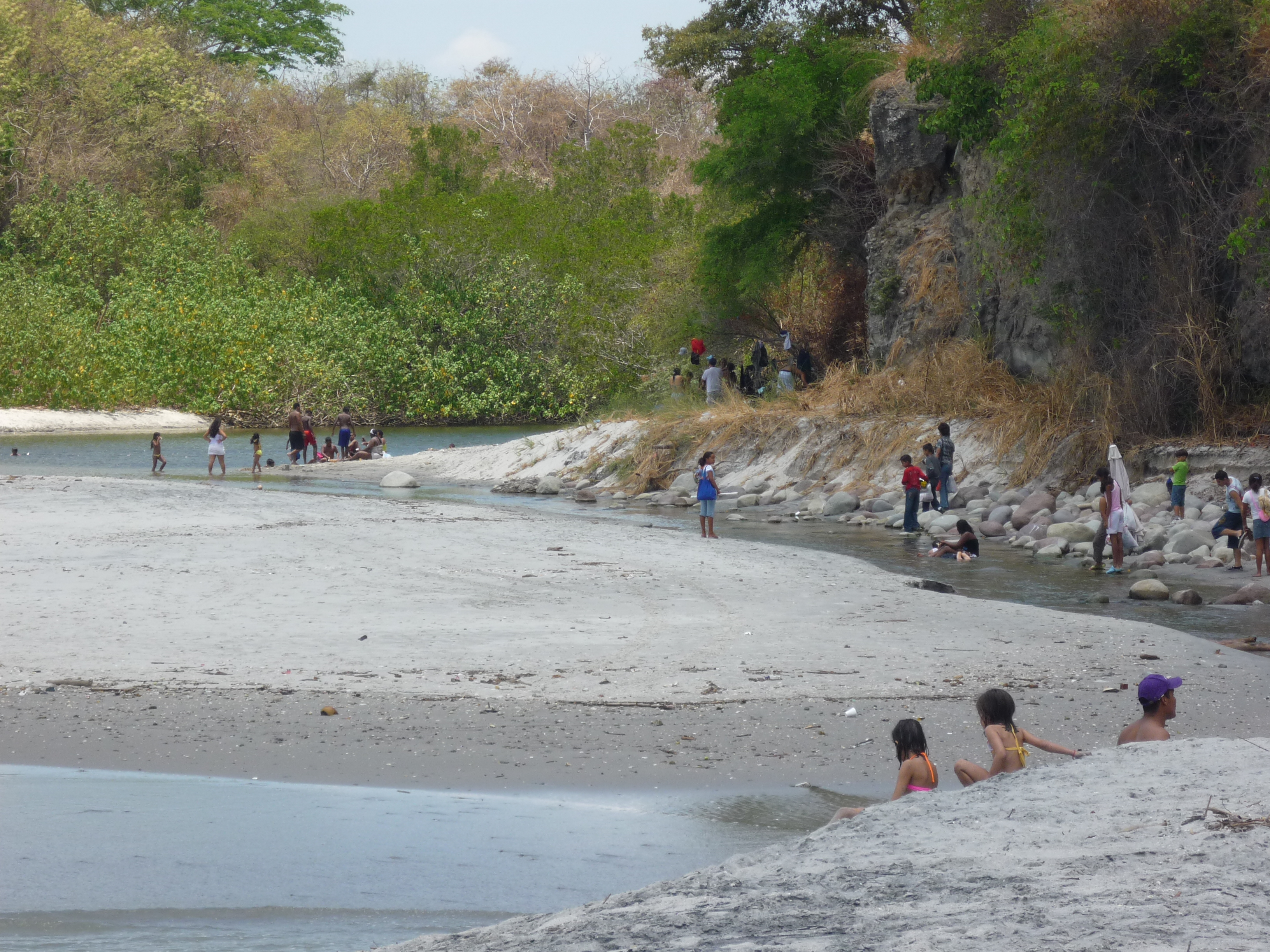
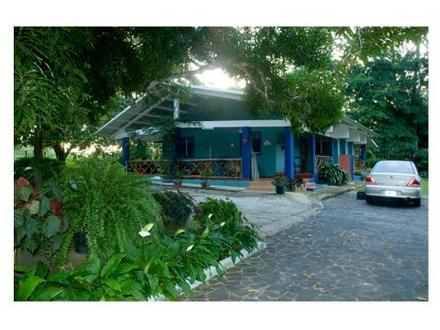